# Antonio Travi
Antonio Travi (né en 1613 à Gênes, dans le quartier de Sestri Ponente - mort en 1668) est un peintre italien baroque de l'école génoise, également  connu comme « Il Sordo di Sestri » à cause de sa surdité.

## Biographie
Antonio Travi travailla à l'atelier de Bernardo Strozzi pour le traitement des couleurs, lequel l'a instruit dans la composition.
Il étudia ensuite la peinture de paysage auprès du peintre flamand Goffredo Wals venu dans son atelier.
Son fils Antonio Travi a été également un peintre de paysage.

## Œuvres
- Paesaggio con rovina e pastori (Paysage avec ruines et bergers)
- Due Capricci architettonici con figure (Pavillons avec personnages)
- Matrimonio Mistico di Santa Caterina (Mariage mystique de sainte Catherine d'Alexandrie), église Santa Caterina de Sestri Ponente

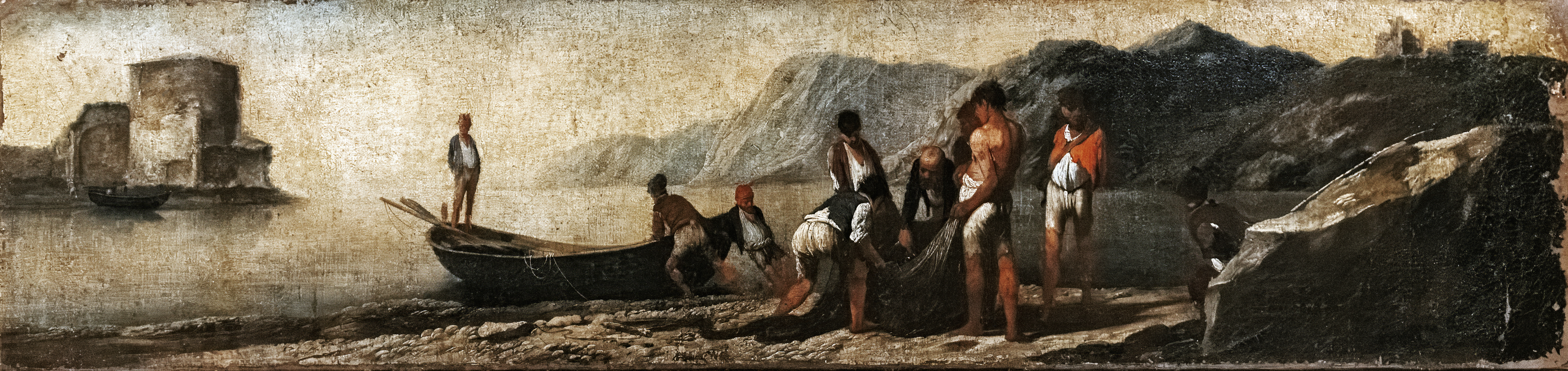
Porto di mare con barca e pescatori (Port maritime avec bateau et pêcheurs) - Pinacoteca Egidio Martini Venise

## Sources
- (en) Cet article est partiellement ou en totalité issu de l’article de Wikipédia en anglais intitulé « Antonio Travi » (voir la liste des auteurs).